# Barrington (New Hampshire)
Barrington è un comune degli Stati Uniti d'America facente parte della contea di Strafford nello stato del New Hampshire.